# Der Blaue Reiter

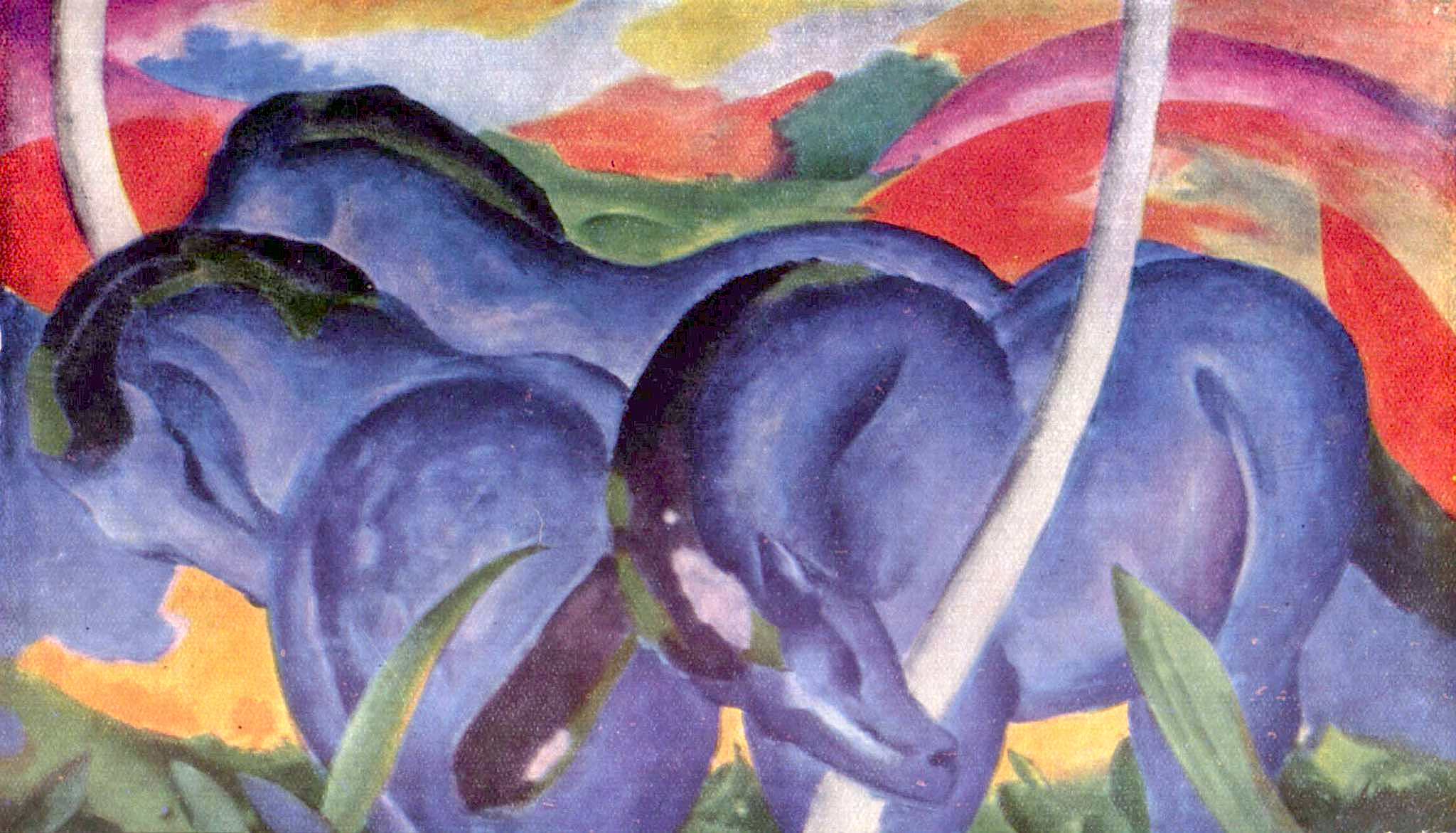
Caballos azules (1911) de Franz Marc.

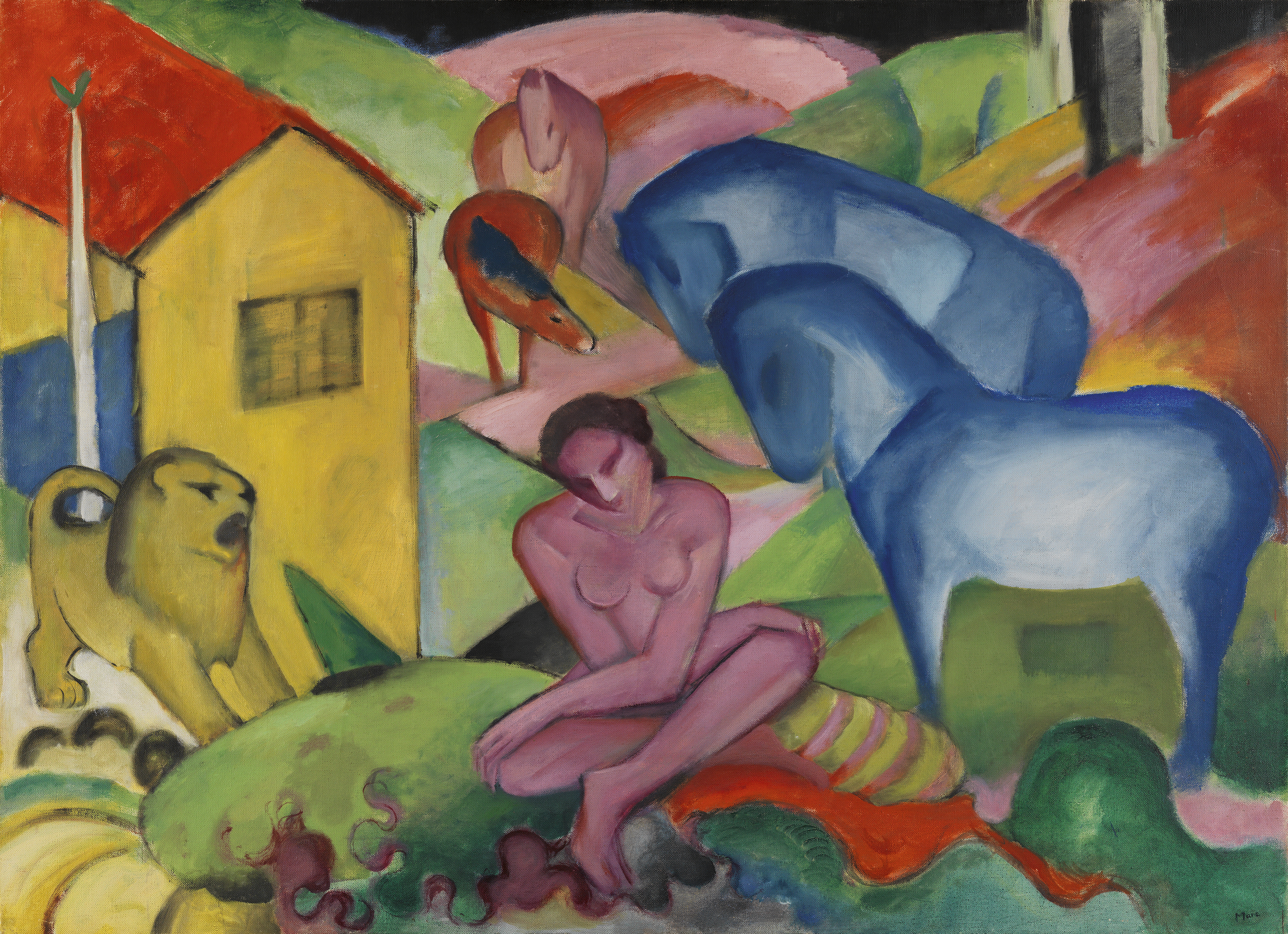
El sueño (1912) de Franz Marc, Museo Thyssen Bornemisza.

Der Blaue Reiter (El Jinete Azul en español) fue el nombre de un grupo de artistas expresionistas, fundado por Vasili Kandinski y Franz Marc en Múnich en 1911 que transformó el expresionismo alemán.
También formaron parte del grupo, entre otros, August Macke, Gabriele Münter, Alexei von Jawlensky, Marianne von Werefkin y Paul Klee. A todos ellos les unía su interés común por el Arte medieval y primitivo, así como los movimientos coetáneos del fovismo y el cubismo.
August Macke y Franz Marc defendían la opinión de que cada persona posee una verdadera vivencia o experiencia interna y externa, que se dan la mano gracias al arte. Kandinsky construyó las bases teóricas que cimentaron esta idea. Se perseguía así una "igualdad de derechos" de las distintas manifestaciones artísticas. El nombre del grupo deriva de un cuadro del mismo nombre del año 1903 de Kandinsky, que sirvió como ilustración de la portada de 1912 del Almanach (Almanaque). Esta obra programática, entregada por Kandinsky y Marc (Editorial Piper, Múnich, 1912) recogía, en palabras de Marc, «Los más nuevos movimientos pictóricos en Francia, Alemania y Rusia, y enseña sus finos hilos de conexión con el gótico y con los primitivos, con África y el gran Oriente, con el arte originario del pueblo tan fuertemente expresivo y con el arte infantil, especialmente con los movimientos musicales y de los escenarios más modernos de la Europa de nuestro tiempo». Arnold Schönberg, por ejemplo, también aportó textos y cuadros a la composición «Herzgewächse».
La primera de las dos exposiciones del Jinete Azul tuvo lugar desde diciembre de 1911 hasta el 1 de enero de 1912 en la Galería Moderna Thannhäuser en Múnich. Se mostraron 49 obras de Henri Rousseau, Albert Bloch, Heinrich Campendonk, Robert Delaunay, Wassily Kandinsky, Macke y Münter entre otros. Más adelante se convirtió en una exposición itinerante, recorriendo varias ciudades, entre ellas Colonia y Berlín.
La segunda exposición se desarrolló desde el 12 de febrero hasta el 18 de marzo de 1912 en la librería y galería de arte muniquesa Hans Goltz. En ella se exhibieron 315 dibujos y la obra gráfica de más de 40 artistas de esa exposición.

## Antecedentes
El grupo Der Blaue Reiter se reunía en Múnich, que era otro gran centro artístico e intelectual de la Alemania anterior a la Primera Guerra Mundial. Tal vez la tensión que se sentía en Europa ante las guerras coloniales y las rivalidades entre viejas potencias, así como la convulsión que planteaba el ritmo de vida del hombre moderno y urbano, se habían conjurado para dar lugar a un revulsivo tan brutal como fueron las experiencias expresionistas.
La agrupación tenía lugar en Múnich, a partir de 1911, en paralelo a la experiencia de Die Brücke, y terminó violentamente con la declaración de la I Guerra Mundial en 1914, de forma muy similar a lo que ocurrió con el movimiento futurista.

## Creación
Los fundadores de este movimiento, que constituye una etapa importante en la evolución del expresionismo, fueron Wassily Kandinsky y Franz Marc: en 1912, publicaron un almanaque titulado Der Blaue Reiter, que contenía varios ensayos sobre la pintura y la música contemporánea. El almanaque y el libro de Kandinsky "De lo espiritual en el arte", publicado el mismo año, fueron dos textos teóricos fundamentales para el grupo. Otros artistas, como Henri Rousseau, Heinrich Campendonk, Robert Delaunay, los hermanos Bourliouk, August Macke, Gabriele Münter y Paul Klee, formaron parte del grupo y participaron en las dos exposiciones de 1911 y 1912 en Múnich.

## Integrantes

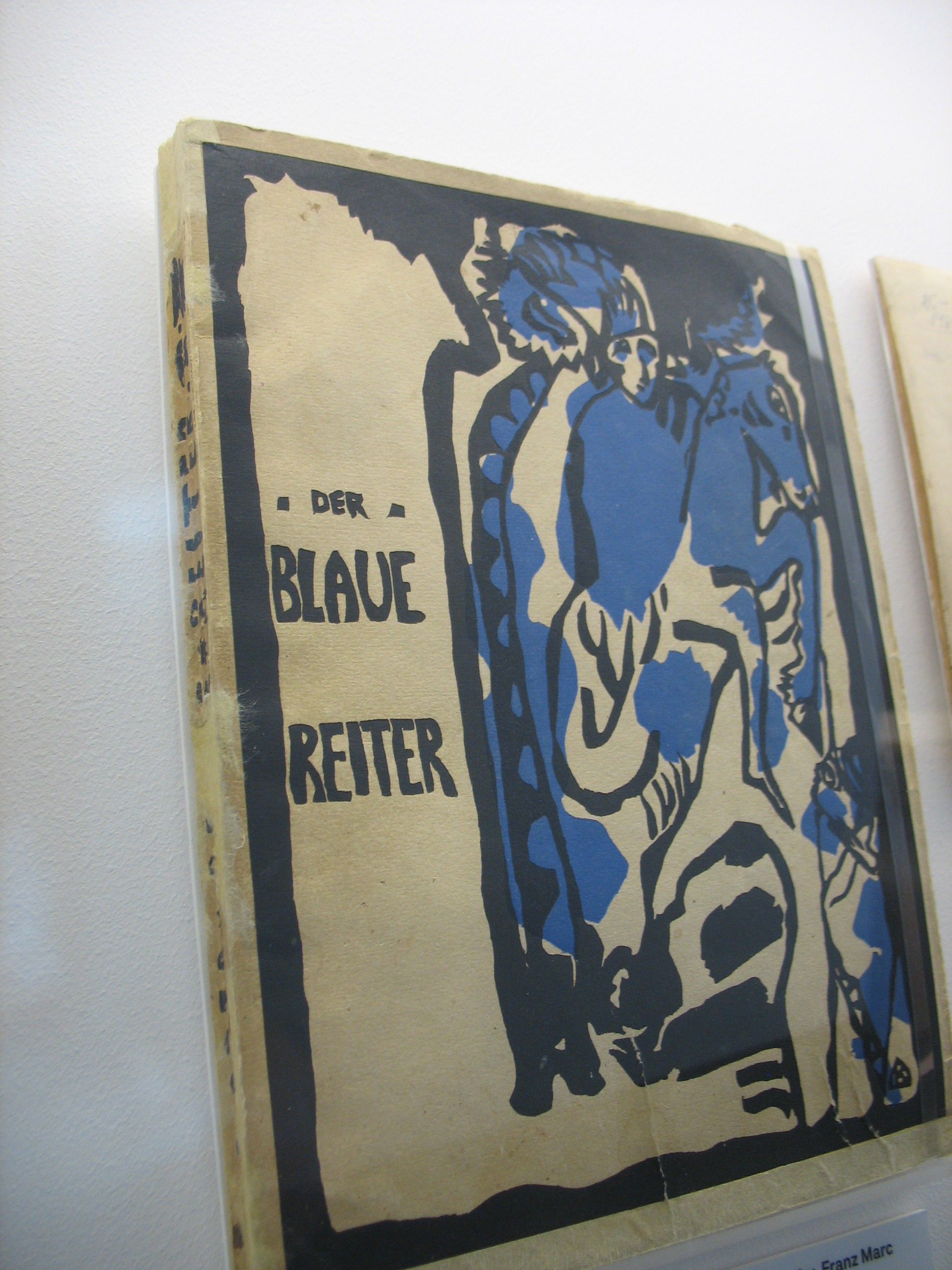
Cubierta del Almanaque

Estos son los integrantes del grupo:
- Vasili Kandinski
- Franz Marc
- August Macke
- Paul Klee
- Gabriele Münter
- Alexej von Jawlensky
- Heinrich Campendonk
- Natalia Goncharova
- Mijaíl Lariónov
- Marianne von Werefkin
- Lyonel Feininger
- Arnold Schoenberg
- David Burliuk

## Obras
Las pinturas expresionistas más destacadas de los miembros de este grupo son:
- Cubierta del Almanaque (Wassily Kandinski, 1912);
- El jinete azul (Wassily Kandinski, 1911);
- Grandes Caballos Azules (Franz Marc, 1911);
- El pobre país del Tirol (Franz Marc);
- La tormenta (August Macke, 1911);
- Jardín Zoológico (August Macke, 1914);
- Ciudad R (Paul Klee, 1919);
- Senecio (Paul Klee, 1919).